# Забродино (Западно-Казахстанская область)
Забродино (каз. Забродино) — село в Зеленовском районе Западно-Казахстанской области Казахстана. Входит в состав Перемётнинского сельского округа. Код КАТО — 274430200.

## Население
В 1999 году население села составляло 351 человек (181 мужчина и 170 женщин). По данным переписи 2009 года, в селе проживал 121 человек (63 мужчины и 58 женщин).